# Hindoria
Hindoria là một thị xã và là một nagar panchayat của quận Damoh thuộc bang Madhya Pradesh, Ấn Độ.

## Địa lý
Hindoria có vị trí 23°54′B 79°34′Đ / 23,9°B 79,57°Đ Nó có độ cao trung bình là 385 mét (1263 feet).

## Nhân khẩu
Theo điều tra dân số năm 2001 của Ấn Độ, Hindoria có dân số 14.426 người. Phái nam chiếm 52% tổng số dân và phái nữ chiếm 48%. Hindoria có tỷ lệ 60% biết đọc biết viết, cao hơn tỷ lệ trung bình toàn quốc là 59,5%: tỷ lệ cho phái nam là 71%, và tỷ lệ cho phái nữ là 47%. Tại Hindoria, 17% dân số nhỏ hơn 6 tuổi.